# Ted Cruz
Rafael Edward (Ted) Cruz (Calgary (Canada), 22 december 1970) is een Amerikaans politicus van de Republikeinse Partij. Hij vertegenwoordigt de staat Texas sinds januari 2013 in de Senaat en deed mee om Republikeins presidentskandidaat te worden voor de verkiezingen in 2016.

## Biografie

### Juridische carrière
Cruz was een partner in het advocatenkantoor Morgan, Lewis & Bockius. Hij was directeur van het Office of Policy Planning van de Federal Trade Commission, magistraat bij het ministerie van Justitie en adviseur binnenlands beleid van president George W. Bush tijdens diens campagne in 2000.
Van 2003 tot mei 2008 was Cruz openbaar aanklager (Solicitor General) van Texas. Hij was de eerste persoon van Latijns-Amerikaanse oorsprong in die positie, alsmede de jongste. Van 2004 tot 2009 was Cruz bovendien docent aan de rechtenfaculteit van de Universiteit van Texas.

### Senator
In 2011 verklaarde senator Kay Bailey Hutchison dat ze zich in 2012 niet meer herverkiesbaar zou stellen. Tijdens de Republikeinse voorverkiezingen om haar op te volgen versloeg Cruz verrassend toenmalig vicegouverneur David Dewhurst. In de algemene verkiezing van november 2012 versloeg hij de Democraat Paul Sadler.
Op 24 september 2013 begon Cruz een meer dan 21 uur durende filibuster tegen de Patient Protection and Affordable Care Act, beter bekend als Obamacare, die volgens velen heeft bijgedragen aan de begrotingscrisis en de daaropvolgende government shutdown in oktober 2013. Uiteindelijk kwam de shutdown op 16 oktober tot een einde. De interventie van Cruz wordt door sommigen als een poging gezien om zichzelf nationale bekendheid te geven in de aanloop naar de Amerikaanse presidentsverkiezingen van 2016 en werd door enkele prominente Republikeinen als een strategische fout gezien.
Tijdens zijn herverkiezing in 2018 werd het Cruz zeer lastig gemaakt door de Democraat Beto O'Rourke. Hij wist deze met slechts een paar procent verschil te verslaan.

### Presidentskandidaat
In maart 2015 maakte Cruz bekend zich kandidaat te stellen voor de Amerikaanse presidentsverkiezingen van 2016. Cruz schuwde net als Trump persoonlijke aanvallen niet. Zo zei hij dat zijn grootste rivaal Trump een onstabiele persoonlijkheid heeft en een narcist is.
Aangezien Cruz geboren is in Canada, hebben sommigen geopperd dat hij niet verkiesbaar is aangezien enkel natural born citizens zich kandidaat mogen stellen voor het presidentschap. Toch wordt algemeen aangenomen dat hij hier wel onder valt omdat zijn moeder Amerikaans burger was, dus Cruz dit sinds zijn geboorte ook is.

#### Voorverkiezingen
Bij de allereerste Republikeinse voorverkiezingen op 1 februari 2016 in Iowa kwam Cruz uit op de eerste plaats met 28%, vóór vastgoedmiljardair Trump, die in nationale peilingen eerste stond. In de daaropvolgende voorverkiezingen bleef Cruz het relatief goed doen en won uiteindelijk de verkiezingen in elf staten, waaronder zijn thuisstaat Texas. Hij moest het echter afleggen tegen Trump, die hem op het persoonlijke vlak ook hard aanviel. Zo plaatste hij een weinig flatteuze foto van Cruz' vrouw op Twitter naast een foto van zijn eigen vrouw Melania met de opmerking erbij "no need to spill the beans". Tevens suggereerde hij dat Cruz' vader betrokken was geweest bij de moord op president Kennedy en noemde hij Cruz een “nasty guy”.
Nadat hij op 3 mei 2016 in de staat Indiana de voorverkiezingen verloor van Donald Trump, trad hij terug als presidentskandidaat. In totaal behaalde hij 565 kiesmannen.
Cruz mocht spreken op de Republikeinse Partijconventie in juli 2016 waar Trump officieel werd aangewezen als de Republikeinse kandidaat voor het presidentschap. De verwachting was dat Cruz daar zijn steun zou uitspreken voor de miljardair. Dat deed hij niet. Hij stelde dat "we een president verdienen die voor principes staat. Stem wat je geweten je zegt, stem voor kandidaten, hoog of laag op het stemformulier, die jij vertrouwt om onze vrijheid en Grondwet te beschermen". Tijdens het laatste deel van de toespraak werd Cruz weggehoond en moest zijn vrouw onder beveiliging de zaal verlaten.

### Privé
Cruz huwde Heidi Nelson in 2001. Het koppel heeft twee dochters.

## Standpunten
Cruz is een voorstander van vrijhandel en is ook een groot voorstander van het subsidiariteitsbeginsel: wat elke staat apart kan beslissen, hoeft niet door de federale overheid geregeld te worden. Hij sympathiseert met de Tea Party. Hij is ook uitgesproken pro-life en vindt dat het leven beschermwaardig is vanaf de bevruchting tot aan de natuurlijke dood. Hij vindt ook dat het huwelijk voorbehouden moet zijn voor de verbintenis tussen één man en één vrouw. Op het gebied van wapendracht is hij voor het behoud van het tweede amendement van de grondwet van de Verenigde Staten. Hij is een voorstander van een sterke sociale zekerheid, maar niet zoals die ingevoerd werd door de Patient Protection and Affordable Care Act, beter bekend als Obamacare.